# World Football Challenge 2011
Navigation
Édition précédente Édition suivante
Le World Football Challenge est un tournoi amical de football rassemblant des clubs d'Europe et d'Amérique du Nord, et qui a eu lieu en juillet et août 2011. Chaque équipe rencontre trois autres équipes une fois. Tous les matchs ont lieu sur terrain neutre, dans différents stades des États-Unis et du Canada. Le Real Madrid remporte le tournoi.

## Les équipes participantes
Le tournoi 2011 comprend 13 équipes de 7 pays différents. Il augmente le nombre d'équipes par rapport à l'édition 2009. Toutes les équipes sont soit d'un pays membre de l'UEFA, soit d'un pays membre de la CONCACAF.
| Équipe                               | Ville                      | Fédération | Championnat             | Notes                                         |
| ------------------------------------ | -------------------------- | ---------- | ----------------------- | --------------------------------------------- |
| Manchester United                    | Manchester, Angleterre     | UEFA       | Barclays Premier League | Barclays Premier League 2010-2011 Champion    |
| Manchester City                      | Manchester, Angleterre     | UEFA       | Barclays Premier League | FA Cup 2010-2011 Vainqueur                    |
| FC Barcelone                         | Barcelone, Espagne         | UEFA       | Liga BBVA               | Liga BBVA 2010-2011 et LDC 2010-2011 Champion |
| Real Madrid                          | Madrid, Espagne            | UEFA       | Liga BBVA               | Copa del Rey 2010-2011 Vainqueur              |
| Juventus                             | Turin, Italie              | UEFA       | Serie A Tim             |                                               |
| Sporting CP                          | Lisbonne, Portugal         | UEFA       | Liga ZON Sagres         |                                               |
| Galaxy de Los Angeles                | Los Angeles, Californie    | CONCACAF   | Major League Soccer     | MLS Supporters' Shield 2010 Vainqueur         |
| Revolution de la Nouvelle-Angleterre | Foxborough, Massachusetts  | CONCACAF   | Major League Soccer     | SuperLiga 2010 Finaliste                      |
| Vancouver Whitecaps                  | Vancouver, Canada          | CONCACAF   | Major League Soccer     |                                               |
| Chicago Fire                         | Chicago, Illinois          | CONCACAF   | Major League Soccer     |                                               |
| Union de Philadelphie                | Philadelphie, Pennsylvanie | CONCACAF   | Major League Soccer     |                                               |
| Club América                         | Mexico, Mexique            | CONCACAF   | Primera División        |                                               |
| Chivas de Guadalajara                | Guadalajara, Mexique       | CONCACAF   | Primera División        |                                               |

## Les stades
| AT&T Park                     | BMO Field         | Carter-Finley Stadium | Citi Field        | Cowboys Stadium         |
| Capacité : 41 907             | Capacité : 22 100 | Capacité : 60 000     | Capacité : 42 000 | Capacité : 80 000       |
|                               |                   |                       |                   |                         |
| Empire Field                  | FedEx Field       | Gillette Stadium      | Home Depot Center | Lincoln Financial Field |
| Capacité : 27 528             | Capacité : 91 704 | Capacité : 68 756     | Capacité : 27 000 | Capacité : 67 594       |
|                               |                   |                       |                   |                         |
| Los Angeles Memorial Coliseum | Qualcomm Stadium  | Soldier Field         | Sun Life Stadium  |                         |
| Capacité : 93 607             | Capacité : 70 561 | Capacité : 61 500     | Capacité : 74 916 |                         |
|                               |                   |                       |                   |                         |

## Les règles
Chaque équipe reçoit un point par but marqué (maximum trois points par match). La victoire rapporte 3 points. Après 90 minutes de jeu, en cas de match nul, les équipes obtiennent chacune 1 point, et le vainqueur de l'épreuve des tirs au but un point supplémentaire. L'équipe ayant obtenu le plus de points est désignée vainqueur du World Football Challenge 2011.

## La compétition

### Classement final
| Équipe                | J | V | Vt | Dt | D | BP | BC | Diff. | Pts |
| --------------------- | - | - | -- | -- | - | -- | -- | ----- | --- |
| Real Madrid           | 3 | 3 | 0  | 0  | 0 | 9  | 2  | +7    | 17  |
| Manchester United     | 3 | 3 | 0  | 0  | 0 | 9  | 3  | +6    | 17  |
| Manchester City       | 3 | 2 | 1  | 0  | 0 | 5  | 2  | +3    | 13  |
| Juventus              | 3 | 2 | 0  | 0  | 1 | 3  | 2  | +1    | 9   |
| FC Barcelone          | 3 | 1 | 0  | 0  | 2 | 4  | 6  | -2    | 7   |
| Chivas de Guadalajara | 3 | 1 | 0  | 0  | 2 | 4  | 5  | -1    | 6   |
| MLS Western2          | 3 | 0 | 0  | 1  | 2 | 3  | 7  | -4    | 4   |
| MLS Eastern1          | 3 | 0 | 0  | 0  | 3 | 3  | 9  | -6    | 3   |
| Club América          | 3 | 0 | 0  | 0  | 3 | 0  | 5  | -5    | 0   |

Le 30 juillet 2011:
- Le Real Madrid remporte le tournoi.

Couleurs: Vert = champion.

Source: World Football Challenge Standings
Sporting Portugal joue un seul match et n'est pas classé aux points.
1MLS Eastern Conference est composé d'un match par les New England Revolution, Philadelphie Union et Chicago Fire.
2MLS Western Conference est composé d'un match par les Whitecaps de Vancouver et de deux matchs par les Los Angeles Galaxy.

### Le déroulement des matchs
| 13 juillet 2011     | Revolution de la Nouvelle-Angleterre | 1 - 4 | Manchester United                     | Gillette Stadium, Foxborough                 |                                              |
| 20:00 (20:00 UTC-4) | Mansally 56e                         |       | Owen 51e · Macheda 54e 61e · Park 80e | Spectateurs : 51 523 Arbitrage : Mark Geiger | Spectateurs : 51 523 Arbitrage : Mark Geiger |
| 20:00 (20:00 UTC-4) | Compte rendu                         |       |                                       | Spectateurs : 51 523 Arbitrage : Mark Geiger | Spectateurs : 51 523 Arbitrage : Mark Geiger |

| 16 juillet 2011     | Club América | 0 - 2 | Manchester City                    | AT&T Park, San Francisco                         |                                                  |
| 20:00 (17:00 UTC-7) |              |       | McGivern 17e · Wright-Phillips 27e | Spectateurs : 11 250 Arbitrage : Hilario Grajeda | Spectateurs : 11 250 Arbitrage : Hilario Grajeda |
| 20:00 (17:00 UTC-7) | Compte rendu |       |                                    | Spectateurs : 11 250 Arbitrage : Hilario Grajeda | Spectateurs : 11 250 Arbitrage : Hilario Grajeda |

| 16 juillet 2011     | Galaxy de Los Angeles | 1 - 4 | Real Madrid                                           | Los Angeles Memorial Coliseum, Los Angeles      |                                                 |
| 22:00 (19:00 UTC-7) | Cristman 67e          |       | Callejón 31e · Joselu 40e · Ronaldo 53e · Benzema 58e | Spectateurs : 56 211 Arbitrage : Jorge Gonzalez | Spectateurs : 56 211 Arbitrage : Jorge Gonzalez |
| 22:00 (19:00 UTC-7) | Compte rendu          |       |                                                       | Spectateurs : 56 211 Arbitrage : Jorge Gonzalez | Spectateurs : 56 211 Arbitrage : Jorge Gonzalez |

| 18 juillet 2011     | Vancouver Whitecaps | 1 - 2 | Manchester City                    | Empire Field, Vancouver                           |                                                   |
| 22:00 (19:00 UTC-7) | Sanvezzo 30e        |       | Guidetti 68e · Wright-Phillips 84e | Spectateurs : 24 074 Arbitrage : Mauricio Navarro | Spectateurs : 24 074 Arbitrage : Mauricio Navarro |
| 22:00 (19:00 UTC-7) | Compte rendu        |       |                                    | Spectateurs : 24 074 Arbitrage : Mauricio Navarro | Spectateurs : 24 074 Arbitrage : Mauricio Navarro |

| 20 juillet 2011     | Chivas de Guadalajara | 0 - 3 | Real Madrid                | Qualcomm Stadium, San Diego                      |                                                  |
| 23:00 (20:00 UTC-7) |                       |       | Ronaldo 73e 76e (pen.) 82e | Spectateurs : 38 211 Arbitrage : Ricardo Salazar | Spectateurs : 38 211 Arbitrage : Ricardo Salazar |
| 23:00 (20:00 UTC-7) | Compte rendu          |       |                            | Spectateurs : 38 211 Arbitrage : Ricardo Salazar | Spectateurs : 38 211 Arbitrage : Ricardo Salazar |

| 23 juillet 2011     | Chicago Fire | 1 - 3 | Manchester United                  | Soldier Field, Chicago                        |                                               |
| 17:00 (16:00 UTC-5) | Gibbs 13e    |       | Rooney 66e · Rafael 75e · Nani 82e | Spectateurs : 61 308 Arbitrage : Terry Vaughn | Spectateurs : 61 308 Arbitrage : Terry Vaughn |
| 17:00 (16:00 UTC-5) | Compte rendu |       |                                    | Spectateurs : 61 308 Arbitrage : Terry Vaughn | Spectateurs : 61 308 Arbitrage : Terry Vaughn |

| 23 juillet 2011     | Juventus      | 1 - 2 | Sporting Portugal | BMO Field, Toronto                            |                                               |
| 19:00 (19:00 UTC-4) | Del Piero 80e |       | Djaló 13e 36e     | Spectateurs : 10 028 Arbitrage : Drew Fischer | Spectateurs : 10 028 Arbitrage : Drew Fischer |
| 19:00 (19:00 UTC-4) | Compte rendu  |       |                   | Spectateurs : 10 028 Arbitrage : Drew Fischer | Spectateurs : 10 028 Arbitrage : Drew Fischer |

| 23 juillet 2011     | Union de Philadelphie | 1 - 2 | Real Madrid            | Lincoln Financial Field, Philadelphie      |                                            |
| 21:00 (21:00 UTC-4) | M. Farfan 80e         |       | Callejón 2e · Özil 11e | Spectateurs : 57 305 Arbitrage : Alex Prus | Spectateurs : 57 305 Arbitrage : Alex Prus |
| 21:00 (21:00 UTC-4) | Compte rendu          |       |                        | Spectateurs : 57 305 Arbitrage : Alex Prus | Spectateurs : 57 305 Arbitrage : Alex Prus |

| 24 juillet 2011     | Galaxy de Los Angeles                                                                     | 1 - 1             | Manchester City                                                                           | Home Depot Center, Carson                        |                                                  |
| 16:00 (13:00 UTC-7) | Magee 53e                                                                                 |                   | Balotelli 20e (pen.)                                                                      | Spectateurs : 24 897 Arbitrage : Ricardo Salazar | Spectateurs : 24 897 Arbitrage : Ricardo Salazar |
| 16:00 (13:00 UTC-7) | Compte rendu                                                                              |                   |                                                                                           | Spectateurs : 24 897 Arbitrage : Ricardo Salazar | Spectateurs : 24 897 Arbitrage : Ricardo Salazar |
| 16:00 (13:00 UTC-7) | Keat · Birchall · Juninho · Dunivant · Stephens · McBean · Gonzalez · McCarty · DeLaGarza | Tirs au but 6 - 7 | Milner · Weiss · Suárez · Kolarov · Guidetti · Lescott · de Jong · Wright-Phillips · Hart | Spectateurs : 24 897 Arbitrage : Ricardo Salazar | Spectateurs : 24 897 Arbitrage : Ricardo Salazar |

| 26 juillet 2011     | Juventus     | 1 - 0 | Club América | Citi Field, Flushing                            |                                                 |
| 19:30 (19:30 UTC-4) | Pasquato 42e |       |              | Spectateurs : 20 859 Arbitrage : Jorge Gonzalez | Spectateurs : 20 859 Arbitrage : Jorge Gonzalez |
| 19:30 (19:30 UTC-4) | Compte rendu |       |              | Spectateurs : 20 859 Arbitrage : Jorge Gonzalez | Spectateurs : 20 859 Arbitrage : Jorge Gonzalez |

| 28 juillet 2011     | Juventus         | 1 - 0 | Chivas de Guadalajara | Carter-Finley Stadium, Raleigh                 |                                                |
| 20:00 (20:00 UTC-4) | Quagliarella 12e |       |                       | Spectateurs : 16 124 Arbitrage : Mark Kadlecik | Spectateurs : 16 124 Arbitrage : Mark Kadlecik |
| 20:00 (20:00 UTC-4) | Compte rendu     |       |                       | Spectateurs : 16 124 Arbitrage : Mark Kadlecik | Spectateurs : 16 124 Arbitrage : Mark Kadlecik |

| 30 juillet 2011     | FC Barcelone | 1 - 2 | Manchester United   | FedEx Field, Landover                            |                                                  |
| 19:00 (19:00 UTC-4) | Thiago 70e   |       | Nani 22e · Owen 76e | Spectateurs : 81 807 Arbitrage : Ricardo Salazar | Spectateurs : 81 807 Arbitrage : Ricardo Salazar |
| 19:00 (19:00 UTC-4) | Compte rendu |       |                     | Spectateurs : 81 807 Arbitrage : Ricardo Salazar | Spectateurs : 81 807 Arbitrage : Ricardo Salazar |

| 3 août 2011         | FC Barcelone | 1 - 4 | Chivas de Guadalajara                        | Sun Life Stadium, Miami Gardens                   |                                                   |
| 20:00 (20:00 UTC-4) | Villa 3e     |       | Fabián 60e 63e · Casillas 72e · Dávila 90+3e | Spectateurs : 70 080 Arbitrage : Baldomero Toledo | Spectateurs : 70 080 Arbitrage : Baldomero Toledo |
| 20:00 (20:00 UTC-4) | Compte rendu |       |                                              | Spectateurs : 70 080 Arbitrage : Baldomero Toledo | Spectateurs : 70 080 Arbitrage : Baldomero Toledo |

| 6 août 2011         | FC Barcelone          | 2 - 0 | Club América | Cowboys Stadium, Arlington                       |                                                  |
| 16:00 (15:00 UTC-5) | Villa 24e · Keita 90e |       |              | Spectateurs : 60 087 Arbitrage : Ricardo Salazar | Spectateurs : 60 087 Arbitrage : Ricardo Salazar |
| 16:00 (15:00 UTC-5) | Compte rendu          |       |              | Spectateurs : 60 087 Arbitrage : Ricardo Salazar | Spectateurs : 60 087 Arbitrage : Ricardo Salazar |

### Meilleurs buteurs
| Rang | Joueur                | Club                                 | Buts |
| ---- | --------------------- | ------------------------------------ | ---- |
| 1    | Cristiano Ronaldo     | Real Madrid                          | 4    |
| 2    | David Villa           | FC Barcelone                         | 2    |
| 2    | Marco Fabián          | Chivas de Guadalajara                | 2    |
| 2    | Michael Owen          | Manchester United                    | 2    |
| 2    | Nani                  | Manchester United                    | 2    |
| 2    | José Callejón         | Real Madrid                          | 2    |
| 2    | Yannick Djaló         | Sporting Portugal                    | 2    |
| 2    | Shaun Wright-Phillips | Manchester City                      | 2    |
| 2    | Federico Macheda      | Manchester United                    | 2    |
| 10   | Seydou Keita          | FC Barcelone                         | 1    |
| 10   | Ulises Dávila         | Chivas de Guadalajara                | 1    |
| 10   | Giovani Casillas      | Chivas de Guadalajara                | 1    |
| 10   | Thiago Alcántara      | FC Barcelone                         | 1    |
| 10   | Fabio Quagliarella    | Juventus                             | 1    |
| 10   | Cristian Pasquato     | Juventus                             | 1    |
| 10   | Mike Magee            | Galaxy de Los Angeles                | 1    |
| 10   | Mario Balotelli       | Manchester City                      | 1    |
| 10   | Michael Farfan        | Union de Philadelphie                | 1    |
| 10   | Mesut Özil            | Real Madrid                          | 1    |
| 10   | Alessandro Del Piero  | Juventus                             | 1    |
| 10   | Rafael                | Manchester United                    | 1    |
| 10   | Wayne Rooney          | Manchester United                    | 1    |
| 10   | Cory Gibbs            | Chicago Fire                         | 1    |
| 10   | John Guidetti         | Manchester City                      | 1    |
| 10   | Camilo Sanvezzo       | Vancouver Whitecaps                  | 1    |
| 10   | Adam Cristman         | Galaxy de Los Angeles                | 1    |
| 10   | Karim Benzema         | Real Madrid                          | 1    |
| 10   | Joselu                | Real Madrid                          | 1    |
| 10   | Ryan McGivern         | Manchester City                      | 1    |
| 10   | Park Ji-sung          | Manchester United                    | 1    |
| 10   | Kenny Mansally        | Revolution de la Nouvelle-Angleterre | 1    |

### Meilleurs passeurs
| Rang | Joueur           | Club                                 | Passes |
| ---- | ---------------- | ------------------------------------ | ------ |
| 1    | Karim Benzema    | Real Madrid                          | 2      |
| 1    | Nani             | Manchester United                    | 2      |
| 1    | Mesut Özil       | Real Madrid                          | 2      |
| 1    | Michael Carrick  | Manchester United                    | 2      |
| 5    | Gerard Deulofeu  | FC Barcelone                         | 1      |
| 5    | Adriano          | FC Barcelone                         | 1      |
| 5    | Giovani Casillas | Chivas de Guadalajara                | 1      |
| 5    | Jesús Sánchez    | Chivas de Guadalajara                | 1      |
| 5    | Omar Arellano    | Chivas de Guadalajara                | 1      |
| 5    | Carlos Fierro    | Chivas de Guadalajara                | 1      |
| 5    | Gerard Piqué     | FC Barcelone                         | 1      |
| 5    | Tom Cleverley    | Manchester United                    | 1      |
| 5    | Carlos Carmona   | FC Barcelone                         | 1      |
| 5    | Danny Welbeck    | Manchester United                    | 1      |
| 5    | Chris Birchall   | Galaxy de Los Angeles                | 1      |
| 5    | Danny Mwanga     | Union de Philadelphie                | 1      |
| 5    | Jorge Martinez   | Juventus                             | 1      |
| 5    | Oguchi Onyewu    | Sporting Portugal                    | 1      |
| 5    | Rio Ferdinand    | Manchester United                    | 1      |
| 5    | Marco Pappa      | Chicago Fire                         | 1      |
| 5    | Frédéric Veseli  | Manchester City                      | 1      |
| 5    | Andrea Mancini   | Manchester City                      | 1      |
| 5    | Shea Salinas     | Vancouver Whitecaps                  | 1      |
| 5    | Fábio Coentrão   | Real Madrid                          | 1      |
| 5    | Marcelo          | Real Madrid                          | 1      |
| 5    | Kaká             | Real Madrid                          | 1      |
| 5    | Edin Džeko       | Manchester City                      | 1      |
| 5    | Ryan Giggs       | Manchester United                    | 1      |
| 5    | Benny Feilhaber  | Revolution de la Nouvelle-Angleterre | 1      |